# Herbert Edward Andrewes
Herbert Edward Andrewes (ur. 9 listopada 1863 w Reading, zm. 16 grudnia 1950 w Londynie) – brytyjski (angielski) entomolog, specjalizujący się w koleopterologii.
Urodził się w 1863 roku w Reading w Berkshire. Jego ojcem był inżynier Charles James Andrewes, matką zaś Charlotte Parsons. Miał troje braci, z których Frederick William Andrewes został bakteriologiem. Jego bratanek Henry Leslie Andrewes również został entomologiem. Herbert początkowo kształcił się w zakresie leśnictwa w szkole leśnej w Nancy (ob. Institut national de la recherche agronomique). W 1885 roku wstąpił do Indian Forestry Service. Po kilku latach zrezygnował z powodu problemów ze wzrokiem i wrócił do Anglii, gdzie otworzył własny biznes. Za namową Guya Marshalla wcześnie odszedł na emeryturę, by skupić się na pracy w sekcji entomologicznej Muzeum Historii Naturalnej w Londynie. Pracował tam aż do całkowitej utraty wzroku.
Andrewes jest autorem ponad 110 publikacji naukowych. Specjalizował się w karbidologii, zwłaszcza w biegaczowatych krainy orientalnej. Pierwszym jego artykułem były Papers on Oriental Carabidae z 1919 roku. W 1926 roku opublikował katalog biegaczowatych Filipin, a w 1928 roku katalog przedstawicieli tejże rodziny występujących na Cejlonie. W 1930 roku ukazał się jego blisko 400-stronnicowy katalog biegaczowatych Indii. Opublikował dwa tomy z serii The Fauna of British India, Including Ceylon and Burma, ten z 1929 roku poświęcając podrodzinie Carabinae, a ten z 1935 roku podrodzinie Harpalinae. Pisał też m.in. o faunie Jawy, Sumatry i Wysp Salomona. Jego zbiór liczył ponad 75 tysięcy okazów.
W 1910 roku został członkiem Royal Entomological Society of London, a w latach 1920–1922 zasiadał w jego radzie.
Na jego cześć nazwano rodzaj Andrewesa oraz kilka nowych gatunków, w tym Agonotrechus andrewesi i Neoblemus andrewesi.